# 檨林里
檨林里位於臺灣臺南市西港區東部，是西港區最東的里，與麻豆區相鄰，跟安定區之間隔著曾文溪:581:83。過去該里境內因有許多芒果樹，而有「檨仔林」的地名，里名則是其簡稱:581:83。

## 沿革
該里在日治時期屬於西港庄大字檨子林，二次大戰後設立「檨林村」:581:83。2010年12月25日，因臺南縣市合併升格，改為檨林里。

## 聚落與地名
檨林里境內有檨仔林、五塊厝仔、新檨仔林、社仔、太西、三合寮仔、中周寮、東竹林等聚落:84。

## 教育
在檨仔林有松林國小，成立於1960年8月，當時是後營國小松林分校，後於1970年8月獨立設校:585。     

## 宗教信仰
該里有檨仔林鳳安宮、太西北極殿、三合寮三安宮、東竹林保安宮等廟宇:585。